# Calle Eloy Alfaro

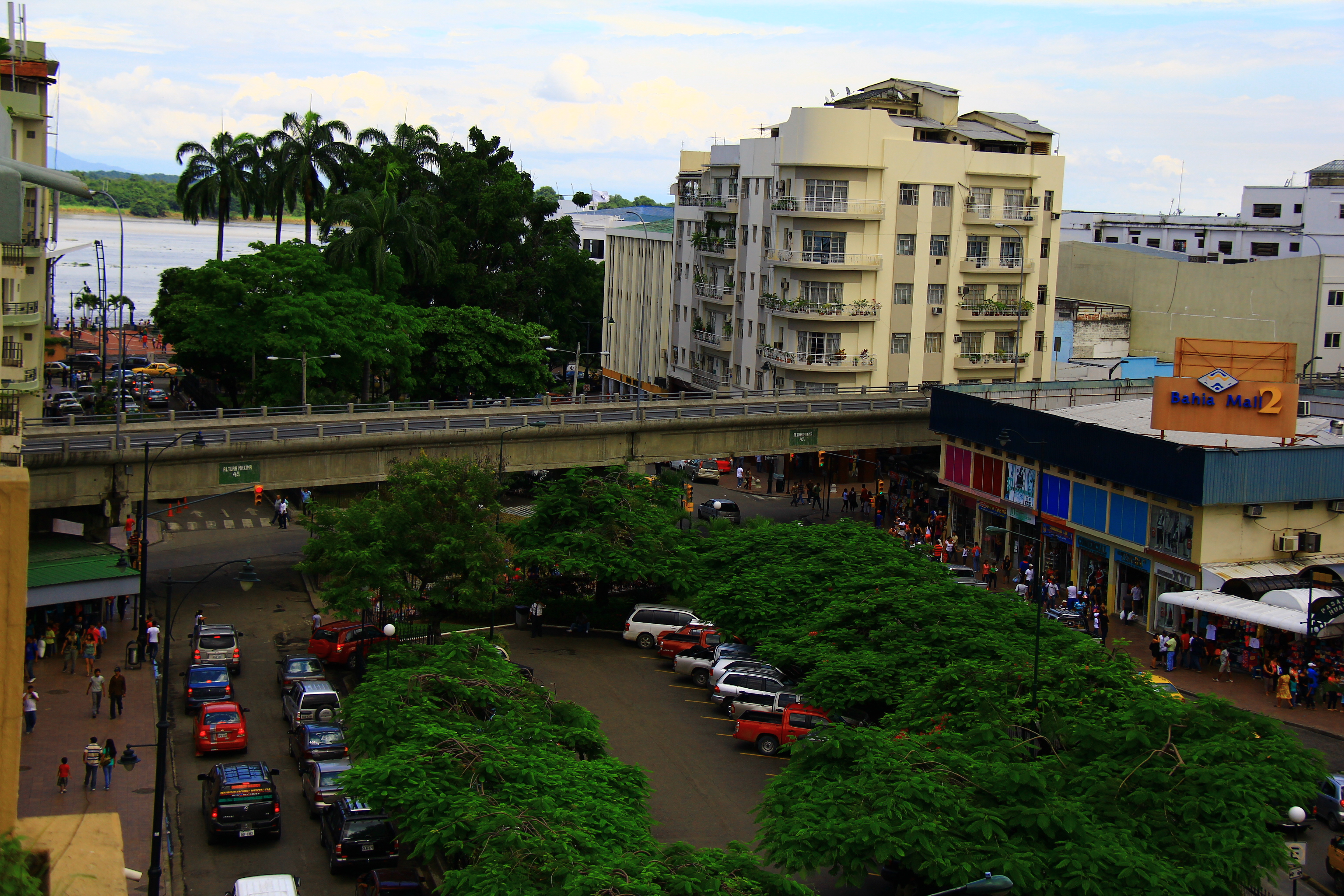
Intersección de Eloy Alfaro y Olmedo

La Calle Eloy Alfaro es una calle de la ciudad ecuatoriana de Guayaquil. Se ubica en el sur de la ciudad y es conocida por ser la antigua zona industrial de la ciudad. Desde el sur es la continuación e la avenida Domingo Comín y luego de la avenida Olmedo se denomina Pedro Carbo.

## Historia
Antiguamente conocida como la calle Industria, comprende un trayecto desde la calle El Oro y la Avenida Olmedo. En esta calle se localiza el Barrio del Astillero, sector donde se asentaron los astilleros desde el inicio de la historia de la ciudad. En 1905 se instaló la empresa eléctrica llamada Empresa de Luz y Fuerza, en la calle Francisco de Marcos se ubicó la Jabonería nacional y en la calle Argentina se instaló la Fábrica Nacional de Calzado.
En el barrio de astillero se encontraban importante industrias como el depósito de maderas El Pailón, la fábrica de aserrar a vapor La Infatigable y fundiciones Vallejo. En la intersecciones de Eloy Alfaro entre Calicuchima y Maldonado se encontraba la fábrica de cigarrillos El Progreso, y a la altura de la calle Gómez Rendón la fábrica La Universal.
En las calles Venezuela y Eloy Alfaro se encuentra el castillo de Espronceda y en al actual complejo de la Armada se encuentra la Aduana de Fierro la más antigua estructura en pie de la ciudad.